# Небор Андрій Ігорович
Небор Андрій Ігорович (4 жовтня 1979, смт Володимирець, Вараський район, Рівненська область — 31 травня 2022 — поблизу Привілля, Сєвєродонецький район, Луганська область) — військовослужбовець з Івано-Франківська, воював в зоні ООС/АТО, учасник російсько-української війни. Загинув в ході російського вторгнення в Україну.

## Життєпис

### Дитинство та юнацькі роки
Небор Андрій Ігорович народився 4 жовтня 1979 року в смт Володимирець Вараського району Рівненської області. Батько на той час працював зубним техніком, мати була домогосподаркою. Коли Андрію виповнилось чотири роки, родина повернулася в м. Калуш. Там пройшли дитинство і юність. У школі Андрій був старанним учнем, з усіма дружив. З навчальних предметів любив історію та фізику.

### Освіта та військова служба
Після 9 класу вступив у Калуське вище професійне училище № 7, здобув кваліфікацію електрозварника ручного зварювання, газозварника, оператора автоматичних, напівавтоматичних машин зварювання, коваля ручного кування. В училищі займався вільною боротьбою, туризмом, плаванням на катамаранах та альпінізмом.
Після переїзду родини в м. Івано-Франківськ у 1997 році був призваний на військову строкову службу до навчального підрозділу «Десна», у якому здобув спеціальність — командир командно-штатної машини зв'язку. Після закінчення навчання в навчальному підрозділі «Десна» був направлений у діючу військову частину в м. Біла Церква, де продовжив свою службу на посаді командира взводу зв'язку старшого обчислювача мінометної батареї.
Звільнившись у запас, Андрій працював охоронцем та водієм.

### Сімейні цінності та патріотичні переконання

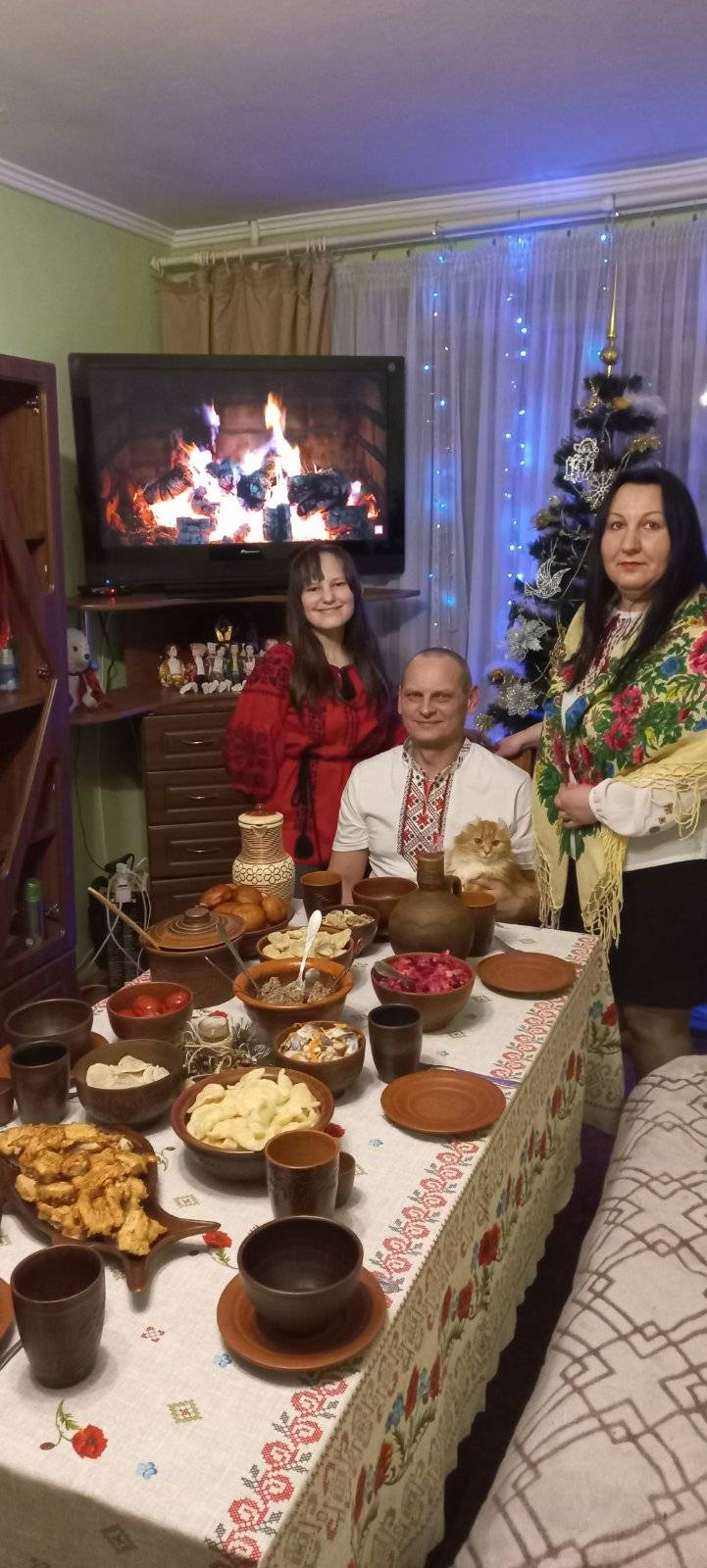
Андрій Небор з сім'єю

У 2003 році одружився з коханою дівчиною Людмилою. Жили в м. Івано-Франківську. У 2009 році народилась донечка Ангеліна. Андрій себе показав як хороший надійний чоловік та люблячий батько. У щасливому шлюбі прожили 19 років.
Часто любив повторювати: «Треба жити кожен день, як останній, бо життя коротке…»
На початку в 2014 році казав: «Треба».
Потім, коли їздив в зону АТО, говорив: «Там мої пацани».
Коли почалось повномасштабне вторгнення, повторював: «Я там маю бути».

### Служба в зоні АТО

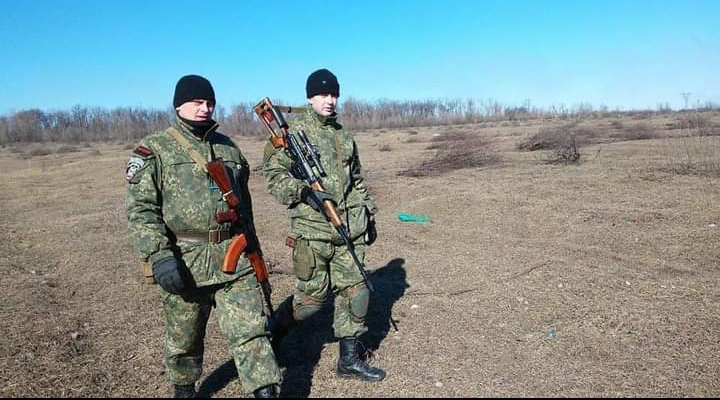
Андрій Небор в зоні АТО

Коли у 2014 році нависла загроза війни, Андрій Небор отримав повістку. Товариш Роман Лучинський запропонував вступити до лав Добровольчого батальйону «Івано-Франківськ» — підрозділу патрульної служби поліції особливого призначення і до 2018 року брав участь у антитерористичній операції для забезпечення її проведення і захисту незалежності, суверенітету та територіальної цілісності України. Був снайпером. Під час служби здобув безцінний досвід, бойові вміння, вірних друзів.

### Участь у російсько-українській війні
Роман Лучинський розповідав, що Андрій, як і більшість військових з їхнього батальйону, в перший день повернулися на службу, їздили на патрулювання.
1 квітня Андрію Небору прийшла повістка, 14 квітня поїхав на схід України у складі Збройних Сил України.
З 14 квітня до 31 травня Андрій виконував бойові завдання, з рідними не бачився, крім одного разу по відеозв'язку. Волонтери до них не доїжджали. Умови були складними. Утримували Рубіжне, потім їх вивели через річку. 
29 травня Андрій Небор здійснив останній дзвінок дружині. Довго розмовляли про все. Андрій пообіцяв передзвонити. Не передзвонив…
Андрій Небор загинув 31 травня.

### Обставини смерті
Того дня з Андрієм загинуло ще двоє побратимів. В Андрія поцілив ворожий снайпер. За ним побіг побратим, і в нього теж влучила ворожа куля. А коли за ними побіг третій, то по них вже прилетіло з гранатомета. Тіла були поранені й обпечені уламками.
Дружині тіло чоловіка не показали. На впізнання пішов Олександр Загірняк та рідний брат Андрія. Олександр сфотографував для дружини татуювання на руці. Людмила розповідала, що ніхто навіть не припускав, що Андрій не повернеться живим з війни після чотирьох років в АТО. Готувалися до того, що може бути поранення, але не смерть…
Чин похорону відбувся 9 червня в Будинку смутку по вулиці Ребета в м. Івано-Франківську. Попрощатися з полеглим героєм прийшла родина, чимало містян, працівники ліцею № 17 Івано-Франківської міської ради та товариші по службі. У загиблого героя залишилися батьки, брат, дружина та донечка.
Андрій Небор загинув у званні старшого сержанта.

## Нагороди та вшанування
Могила українського захисника знаходиться на новій Алеї слави Івано-Франківського міського кладовища у селі Чукалівці.

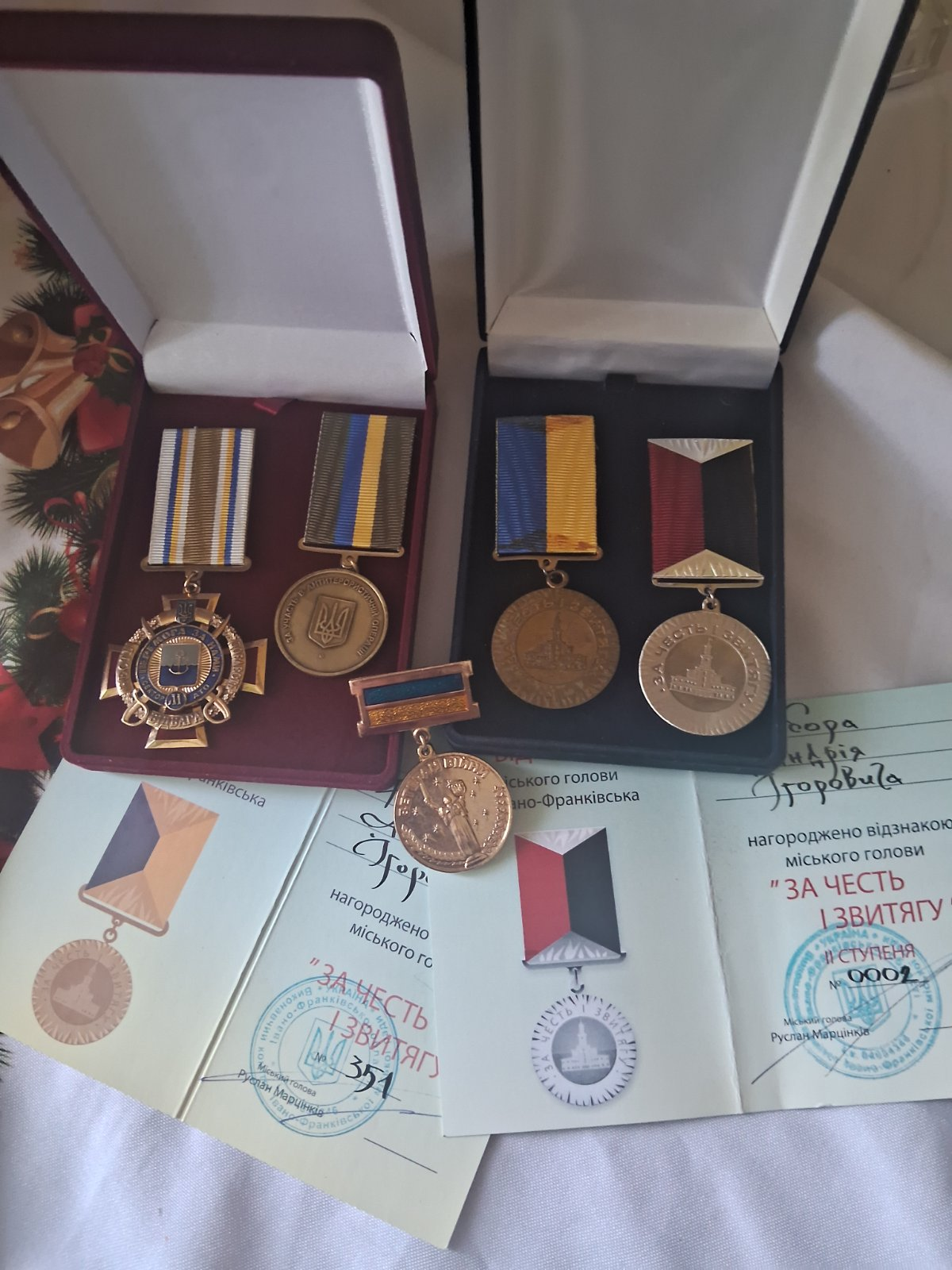
Нагороди Андрія Небора

За роки на війні отримав відзнаку Президента України «За участь в антитерористичній операції», Медаль "За оборону Маріуполя", нагрудний знак «Ветеран війни», та дві відзнаки міського голови м. Івано-Франківська «За честь і звитягу» — одну з них посмертно.